# HD 185351
HD 185351，又名BD+44 3185，SAO 48649、HR 7468，是一颗恒星，视星等为5.17，位于銀經77.62，銀緯11.35，其B1900.0坐标为赤經19h 33m 32s，赤緯+44° 11.35′ 24″。